# Santo Tomás Hueyotlipan
Santo Tomás Hueyotlipan là một đô thị thuộc bang Puebla, México. Năm 2005, dân số của đô thị này là 7511 người.